# The Flapper
The Flapper is een stomme film uit 1920 onder regie van Alan Crosland. Het is de bekendste film met Olive Thomas en is verkrijgbaar op de The Olive Thomas Collection. Ook Norma Shearer heeft een figurantenrol in de film.
De film gaat over een 16-jarig meisje dat op een strenge kostschool zit, maar ervandoor gaat met een volwassen man om het leven in jazzclubs te verkennen.

## Rolverdeling
| Acteur               | Personage   |
| -------------------- | ----------- |
| Olive Thomas         | Ginger King |
| Warren Cook          | Sen. King   |
| Theodore Westman Jr. | Bill Forbes |
| Katherine Johnston   | Hortense    |
| Arthur Housman       | Tom Morgan  |